# 딩제현

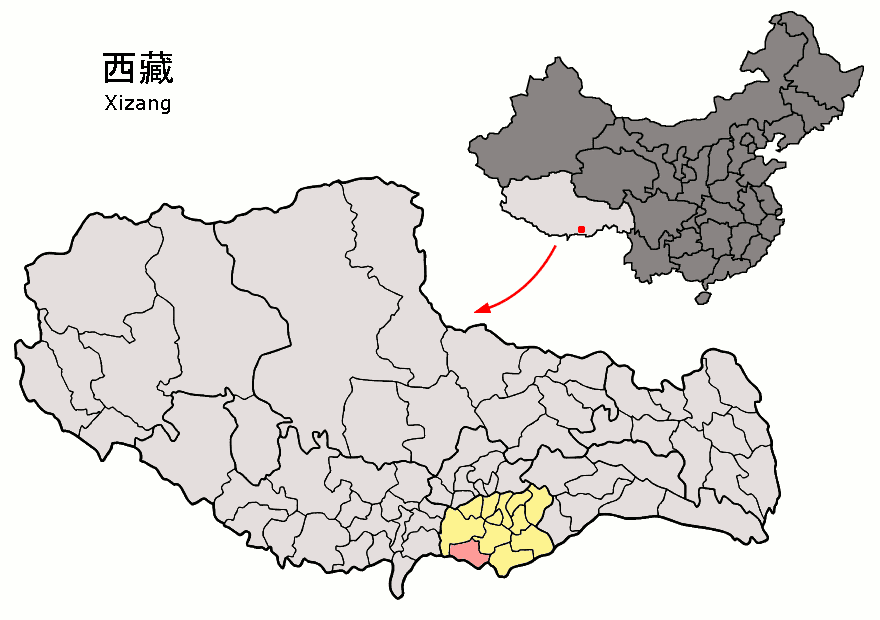
딩계 현의 위치

딩제현(티베트어: གདིང་སྐྱེས་རྫོང་ 딩계 종, 중국어: 定结县, 병음: Dìngjié Xiàn)은 티베트 자치구 르카쩌 지구의 현급 행정구역이다. 넓이는 5300km2이고, 인구는 2007년 기준으로 20,000명이다.

## 기후
연평균 기온은 2°C, 연평균 강수량은 236.2mm, 무상일수는 100일이다.

## 행정 구역
2개 진, 8개 향을 관할한다.
- 진: 江嘎镇, 陈塘镇.
- 향: 日屋镇, 确布乡, 扎西岗乡, 多布扎乡, 定结乡, 琼孜乡, 萨尔乡, 郭加乡.